# Шампињел Шампањ
Шампињел Шампањ (фр. Champigneul-Champagne) насеље је и општина у североисточној Француској у региону Шампањ-Арден, у департману Марна која припада префектури Шалонс ан Шампањ.
По подацима из 2011. године у општини је живело 300 становника, а густина насељености је износила 10,11 становника/km². Општина се простире на површини од 29,66 km². Налази се на средњој надморској висини од 80 метара.

## Демографија
| 1962. | 1968. | 1975. | 1982. | 1990. | 1999. | 2011. |
| ----- | ----- | ----- | ----- | ----- | ----- | ----- |
| 289   | 298   | 279   | 261   | 262   | 242   | 300   |

График промене броја становника у току последњих година